# برتشكو
برتشكو مدينة تقع في شمال البوسنة والهرسك, والعاصمة الإدارية لمقاطعة برتشكو. تقع في الجزء الشمالي من البلاد على الحدود مع كرواتيا. يوجد في برتشكو أكبر ميناء في البلاد، الواقع على نهر سافا.

## الجغرافيا
برتشكو هي العاصمة الإدارية لمقاطعة برتشكو، وهي مقاطعة ذات حكم ذاتي واقعة على المنطقة التي كانت تسمى فيما مضى جمهورية صرب البوسنة وكذلك اتحاد البوسنة والهرسك. تبلغ مساحة برتشكو 183 كم مربع, ويمر فيها نهر سافا.

## الديموغرافيا
وفقا لإحصائيات عام 1991,كان عدد سكان برتشكو 41,406 نسمة، هم:
- البوشناق 22,994 (55.54%)
- الصرب 8,253 (19.93%)
- اليوغوسلاف 5,211 (12.58%)
- الكروات 2,894 (6.99%)
- غيرهم 2,054 (4.96%)

منذ عام 1991, لم يكن هناك أي إحصائيات رسمية عن عدد سكان برتشكو.

## المواصلات
يوجد بقرب مركز المدينة محطة سكة حديد تصلها بالمدن القريبة منها، حيث يسير عليها قطار واحد يومياً.

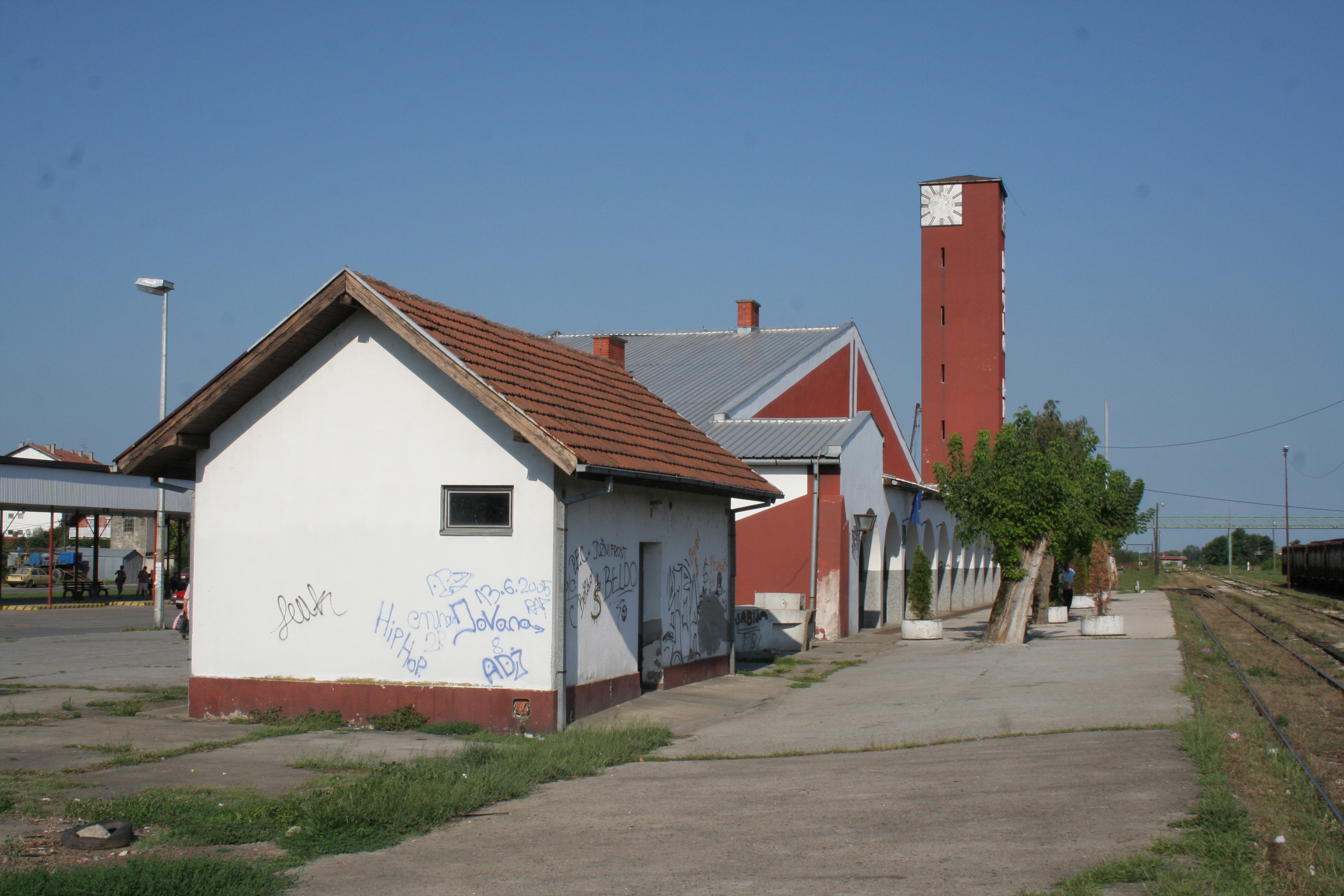
محطة برتشكو

## الرياضة
يوجد في برتشكو ثلاثة أندية كرة قدم، لكنهم جميعهم يلعبون في دوري الدرجة الثاني.

## مشاهير
- ملادن بيتريتش (لاعب كرة قدم)
- سيمو نيكوليتش (لاعب كرة قدم)
- ليبا برينا (مغنية)

## اقرأ أيضا
- سراييفو
- البوسنة والهرسك
- البلقان
- أوروبا الجنوبية

## وصلات خارجية
- بوابة البوسنة والهرسك باللغة العربية
- مدينة برتشكو في بوابة البوسنة والهرسك باللغة العربية